# Biblioteca Nacional de Guinea Ecuatorial
La Biblioteca Nacional de Guinea Ecuatorial (con el acrónimo BNGE) es un organismo autónomo encargado del depósito del patrimonio bibliográfico y documental de Guinea Ecuatorial. Dedicada a reunir, catalogar y conservar fondos bibliográficos, custodia alrededor de sesenta mil publicaciones producidas tanto nacional como internacionalmente.

## Historia
La Biblioteca Nacional de Guinea Ecuatorial fue fundada el 4 de junio de 2009 como agencia dentro del Ministerio de Cultura del gobierno nacional. El edificio de la biblioteca es el antiguo edificio del escultor Leandro Mbomio Nsue y fue rehabilitado entre 2007 y 2008 para su inauguración como la Biblioteca Nacional en 2009. La primera directora de la biblioteca es la escritora y abogada Guillermina Mekuy.

## Colección
La BnGE está adscrita al Ministerio de Cultura y cuenta con un fondo bibliográfico de 60.000 unidades. 

### Donaciones españolas
Este ente ha recibido donaciones de fondos de diferentes instituciones españolas, según fuentes oficiales. Los ministerios de Cultura, Asuntos Exteriores, así como la presidencial del Gobierno y las Cortes Españolas, han aportado a este órgano una colección de facsímiles, obras y colecciones escritas.

## Funciones
Las funciones que desempeña la biblioteca nacional son las siguientes:
- Reunir, catalogar y conservar los fondos bibliográficos recogidos en cualquier soporte material, producidos en cualquier lengua española o en otro idioma, al servicio de la investigación, la cultura y la información, y difundir el conocimiento de dichos fondos.

- Fomentar la investigación, fundamentalmente en el área de humanidades, mediante la consulta, estudio, préstamo y reproducción de los materiales que constituyen su fondo bibliográfico y documental.

- Difundir la información sobre sus fondos mediante la publicación de catálogos, y particularmente sobre la producción bibliográfica guineana.